# Hanging Rock (Victoria)
Hanging Rock é a designação popular do Monte Diogenes, em Victoria, Austrália. Hanging Rock é uma formação geológica de origem vulcânica que se destaca na paisagem envolvente. Localiza-se a cerca de 70 km a noroeste de Melbourne.
Hanging Rock foi a inspiração e a localização da novela Picnic at Hanging Rock, escrita por Joan Lindsay e publicada em 1967. Conta a história do desaparecimento de um grupo de jovens alunas durante um passeio a Hanging Rock. Por sua vez, a novela foi a inspiração para o filme Picnic at Hanging Rock, feito em 1975 e dirigido por Peter Weir. O sucesso do filme foi responsável pelo substancial aumento de visitantes ao rochedo.